# Кірю Йосіхіде
Йосіхіде Кірю (яп. 桐生 祥秀, англ. Yoshihide Kiryū, нар. 15 грудня 1995) — японський легкоатлет, який спеціалузіється в спринтерських дисциплінах, срібний призер Олімпійських ігор-2016 в естефеті 4×100 метрів, призер чемпіонатів світу, чемпіон Азії та Азійських ігор.
На чемпіонаті світу-2017 у складі японського естафетного квартету 4×100 метрів здобув «бронзу».
На наступній світовій першості у Досі повторив свій «бронзовий» успіх дворічної давнини в естафетному бігу 4×100 метрів.

## Виступи на Олімпіадах
| Олімпіада | Дисципліна            | Місце |
| --------- | --------------------- | ----- |
| 2016 Ріо  | 100 метрів            | 29    |
| 2016 Ріо  | естафета 4×100 метрів | 2     |